# 大林梅子
大林 梅子（おおばやし うめこ、1907年6月24日 - 1995年3月17日）は、日本の女優である。初期芸名は大林 静子（-しずこ）、出生名は大林 志づゑ（-しづえ）、結婚後の本名は鈴木 志づゑ（すずき-）である。

## 人物・来歴
1907年（明治40年）6月24日、愛知県名古屋市矢場町（現在の同市中区栄3丁目）に「大林志づゑ」として生まれる。
1924年（大正13年）、東京市小石川区（現在の東京都文京区小石川）の淑徳高等女学校（現在の淑徳高等学校）を卒業する。1925年（大正14年）、マキノ・プロダクション御室撮影所に入社、同社社長のマキノ省三監督によるサイレント映画『鎌腹』で、「大林静子」名義でデビューする。翌1926年（大正15年）、中根龍太郎監督の『村に来た呑気者』で「大林梅子」に改名した。
1928年（昭和3年）、マキノ正博監督の『浪人街 第一話 美しき獲物』に女スリのお新役で出演、同作は同年のキネマ旬報ベストテン第1位を獲得する。1930年（昭和5年）、マキノ・プロダクションでの女優ランクでマキノ智子、松浦築枝に続く第3位に位置した。1929年（昭和4年）当時の雑誌記事によれば、当時の身長は「5尺」（151.5センチ）、体重は「13貫800匁」（51.75キロ）、趣味は三味線とあった。
1931年（昭和6年）、マキノ・プロダクションが解散となり、夫の南光明とともに松竹キネマ下加茂撮影所に移籍した。悪麗之助監督の『紅蝙蝠 第一篇』が松竹入社第1作であった。1933年（昭和8年）、二川文太郎監督の『又五郎兄弟』を最後に、サイレント映画の時代のうちに引退した。
第二次世界大戦終結後、1948年（昭和23年）に、溝口健二監督の『夜の女たち』、小坂哲人監督の『緑なき島』に出演している。1960年（昭和35年）3月25日、夫の南光明と死別した。
1995年（平成7年）3月17日、死去した。満87歳没。

## おもなフィルモグラフィ
- 『鎌腹』 : 監督マキノ省三、1925年 - 「大林静子」名義でデビュー
- 『剣かたばみ』 : 監督沼田紅緑、1925年
- 『真人間』 : 監督富沢進郎、1926年
- 『裁かるゝ者』 : 監督勝見正義、1926年
- 『花嵐』 : 監督村田正雄、1926年
- 『村に来た呑気者』 : 監督中根龍太郎、1926年 - 「大林梅子」に改名
- 『メリケン物語』 : 監督富沢進郎、1926年
- 『週間苦行』 : 監督マキノ正博、1927年
- 『文七元結』 : 監督勝見正義、1927年
- 『任侠二刀流』第一篇・第二篇・終篇 : 監督高見貞衛、1927年 - 1928年
- 『忠魂義烈 実録忠臣蔵』 : 監督マキノ省三、1928年
- 『新版大岡政談』前篇・中篇 : 監督二川文太郎、1928年
- 『賢い馬鹿』 : 監督川浪良太、1928年
- 『骨肉』 : 監督二川文太郎、1928年
- 『浪人街 第一話 美しき獲物』 : 監督マキノ正博、1928年
- 『浪人街 第二話 楽屋風呂 第一篇』 : 監督マキノ正博、1929年
- 『浪人街 第二話 楽屋風呂 解決篇』 : 監督マキノ正博、1929年
- 『国定忠次の遺児』 : 監督二川文太郎、1929年
- 『腹の立つ忠臣蔵』 : 監督マキノ正博・久保為義、1930年
- 『破恋痴外道』 : 監督二川文太郎、1931年

- 『紅蝙蝠 第一篇』 : 監督悪麗之助、1931年
- 『紅蝙蝠 第二篇 勇躍血戦の巻』 : 監督広瀬五郎、1931年
- 『紅蝙蝠 第三篇 血涙戸並長八郎の巻』 : 監督広瀬五郎、1931年
- 『鼠小僧次郎吉』 : 監督衣笠貞之助、1932年
- 『又五郎兄弟』 : 監督二川文太郎、1933年
- 『夜の女たち』 : 監督溝口健二、1948年
- 『緑なき島』 : 監督小坂哲人、1948年

## 註
1. 1 2 3 4 5 6 7 8 9  『芸能人物事典 明治大正昭和』、日外アソシエーツ、1998年、「大林梅子」の項。
2. 1 2 3 4 5 6 7  『無声映画俳優名鑑』、無声映画鑑賞会編、マツダ映画社監修、アーバン・コネクションズ、2005年、p.175。
3. ↑  『日本俳優名鑑 - 映画俳優の部』、「芝居とキネマ」昭和4年1月号新春付録、1929年、「大林梅子」の項。
4. ↑  『無声映画俳優名鑑』、p.162。